# Kozieradka błękitna

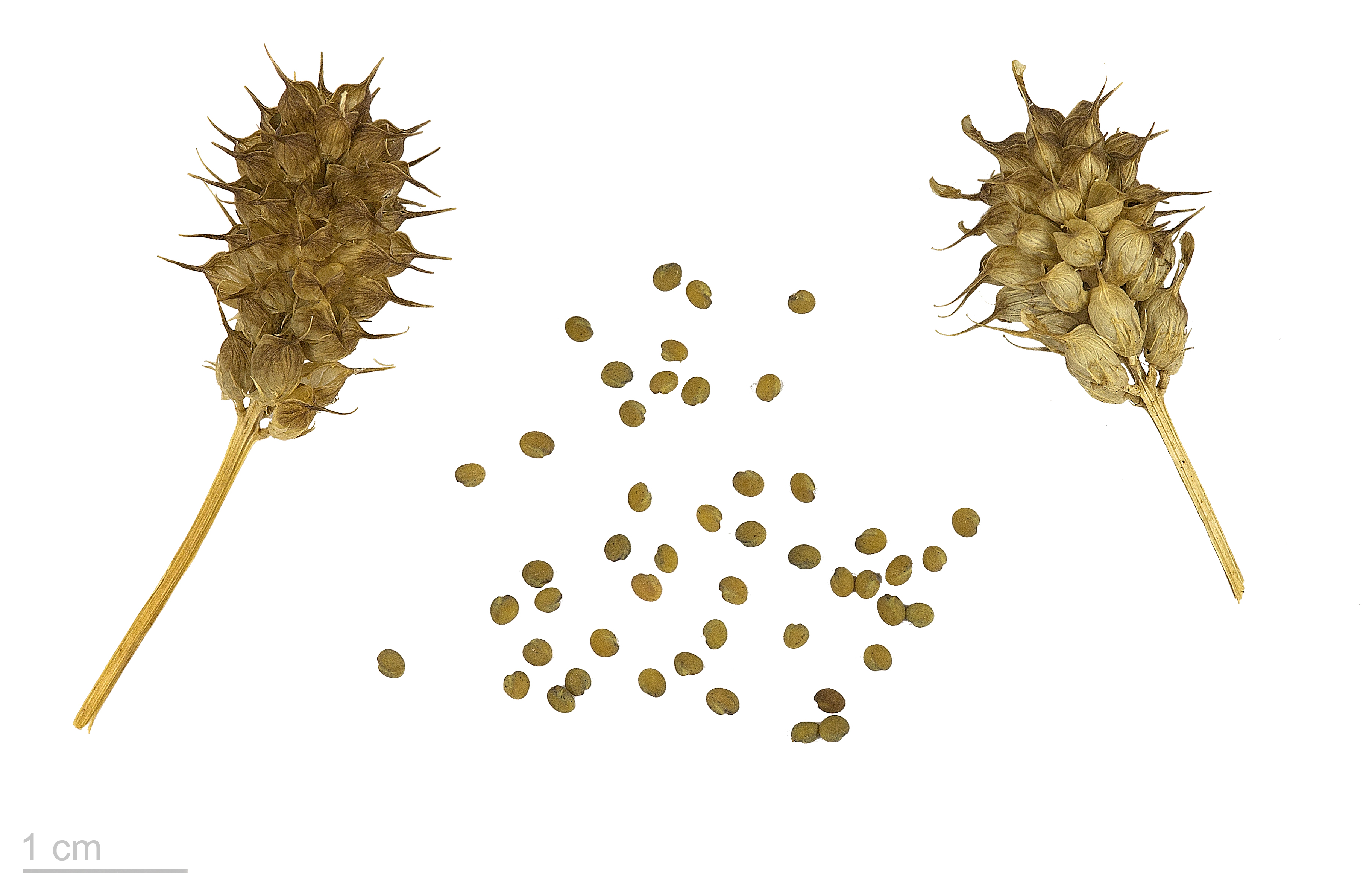
Trigonella caerulea

Kozieradka błękitna (Trigonella caerulea) – gatunek rocznej rośliny z rodziny bobowatych. Roślina pochodzi z terenów płd.-wsch. Europy i Azji Mniejszej, najczęściej w formie zdziczałej. W Polsce bardzo rzadko uprawiana i zawlekana, efemerofit.

## Morfologia
PokrójWysokość do 60 cm.
LiścieZłożone są z trzech podłużnie jajowatych listków.
KwiatyZebrane w główkowate grono w kolorze jasnoniebieskim.

## Zastosowanie
Roślina przyprawowa. Pod postacią suszoną i zmieloną używana jest jako przyprawa do sera, niekiedy również do chleba. Owoce i kwiatostany, suszone i rozgniatane na proszek, wykorzystywane są jako przyprawa (w kuchni gruzińskiej – utscho-suneli) oraz do wyrobu basturmy.